# アナーニャ・パンデイ
アナーニャ・パンデイ（Ananya Panday, 1998年10月30日 - ）は、インドの女優。2019年に『Student of the Year 2』で俳優デビューし、同年に『Pati Patni Aur Woh』に出演した。これらの演技が高く評価され、第65回フィルムフェア新人女優賞を受賞した 。

## 来歴

### 生い立ち
1998年10月30日に俳優チャンキー・パンディと妻バーヴァナの間に生まれる 。彼女の祖父はシャラド・パンディであり、叔父はチッキ・パンディである。彼女のいとこはモデルのアハーン・パンディがいる。2017年までパンディはダーラハイ・アンバニ・インターナショナルスクールに通う。同じ年パリで開催されたバル・デ・デビュタントに参加した。

### デビュー
2019年、ダルマ・プロダクションがプロデュースしたタイガー・シュロフとタラ・スタリアが共演した映画「Student of the Year 2」で俳優デビューをする。ジャーナリストのナンディーニ・ラムナスは、インドのニュースサイトScroll.inにおいて、映画を酷評したうえで、パンディが自身の可能性を見出そうとしていたと論じた。彼女の初映画は興行収入を下回った。次にパンディはリメイク作品「Pati Patni Aur Woh（2019）」に出演し、カールティク・アーリヤンとブーミー・ペードネーカルと一緒に主演を務めた。彼女は既婚男性との不倫関係にある秘書を演じた 。NDTVのサイバル・チャテルジー（Saibal　Chatterjee）は、インディアトゥデイのジョティ・カニヤル（Jyoti Kanyal）が「世間知らずの女の子としてパンディをキャスティングした」と指摘した。興行収入は世界全体で₹1.15十億 (US$16百万) と好成績を収めた。パンディは「Student of the Year2」と「PatiPatni Aur Woh」の演技が評価され、第65回フィルムフェア新人女優賞を受賞した。
2020年パンディはアクション映画「Khaali Peeli」に出演し、イシャーン・カッターと共演した。2022年にはディーピカー・パードゥコーンとシッダーント・チャトゥルヴェーディーとともに、シャンク・バトラ監督のロマンス映画「Gehraiyaan」に出演した。プリ・ジャガナード監督の最新映画「Liger」ではヴィジャイ・デーヴァラコンダと共演する。

## 活動
2019年、パンディはSNS上のいじめについての認識を高め、肯定的なコミュニティの構築を目指してSoPositiveというプロジェクトを開始した  。これはEconomic Times Awards（2019）のイニシアチブオブザイヤーを受賞した。

## メディア
パンディは、ザ・タイムズ・オブ・インディアの”The Times Most Desirable Women（訳：最も魅力的な女性）”で2019年に37位、2020年に31位にランクインした。

## 論争
俳優シャー・ルク・カーンの息子アリアン・カーンは、2021年10月2日に麻薬捜査中に逮捕された。調査中、パンディとアリアンの麻薬に関する会話が浮上した。そのため麻薬取締局 (Narcotics Control Bureau) はパンディの召喚を求めた。

## 出演作品

### 映画
| 年     | タイトル              | 役              | ノート                                                      | 参照   |
| ------ | --------------------- | --------------- | ----------------------------------------------------------- | ------ |
| 2019年 | Student of the Year 2 | Shreya Randhawa | フィルムフェア賞 新人女優賞 ジー・シネ・アワード 新人女優賞 | [ 26 ] |
| 2019年 | Pati Patni Aur Woh    | Tapasya Singh   | フィルムフェア賞 新人女優賞                                 | [ 27 ] |
| 2020   | Khaali Peeli          | Pooja Sharma    |                                                             | [ 28 ] |
| 2022年 | Gehraiyaan            | Tia Khanna      |                                                             | [ 29 ] |

### Web配信
| 年     | タイトル                  | 役割   | ノート      | 参照   |
| ------ | ------------------------- | ------ | ----------- | ------ |
| 2021年 | Star vs Food（シーズン2） | 本人役 | エピソード3 | [ 30 ] |

### ミュージックビデオ
| 年     | タイトル              | 歌手                                   | 作曲                               | ノート                                           |        |
| ------ | --------------------- | -------------------------------------- | ---------------------------------- | ------------------------------------------------ | ------ |
| 2020年 | 「Kudi Nu Nachne De」 | ヴィシャール・ダドラニ、サチン＝ジガル | サチン・ジガル、タニシュク・バグチ | イングリッシュ・ミディアムのプロモーションソング | [ 31 ] |

## 受賞歴
| 年     | 賞                                 | カテゴリー               | 作品名                                  | 受賞／ノミネート | 参照   |
| ------ | ---------------------------------- | ------------------------ | --------------------------------------- | ---------------- | ------ |
| 2019年 | 第26回スター・スクリーン・アワード | 今年のフレッシュフェイス | Student of the Year 2                   | 受賞             | [ 32 ] |
| 2019年 | 第26回スター・スクリーン・アワード | 新人女優賞               | Student of the Year 2                   | ノミネート       | [ 33 ] |
| 2020   | フィルムフェア賞                   | 新人女優賞               | Student of the Year 2Pati Patni Aur Woh | 受賞             | [ 34 ] |
| 2020   | ジー・シネ・アワード               | 新人女優賞               | Student of the Year 2                   | 受賞             | [ 35 ] |
| 2020   | 第21回国際インド映画アカデミー賞   | 新人女優賞               | Student of the Year 2                   | 受賞             | [ 36 ] |
| 2022年 | インドテレビアカデミー賞           | 人気女優（ウェブ部門）   | Star vs Food（シーズン2）               | ノミネート       | [ 37 ] |